# Missionsalfabet
Missionsalfabet kallas inom språkvetenskapen alfabet, som särskilt är inrättade till bruk för missionärer vid återgivande i skrift av förut skriftlösa språk. Dels räcker det vanliga latinska alfabetet sällan till, eftersom man möter språkljud, som i detta saknar beteckning. Dels har de vanliga bokstäverna olika betydelse och samma språkljud tecknas olika i olika europeiska språk, så att till exempel engelsmannen skrifter sh, där fransmannen skriver ch och tysken sch, engelsmannen ee för i, fransmannen ou för u, och så vidare. På detta sätt uppstår en olycklig förvirring, när missionärer av olika nationalitet upptecknar ett och samma språk. En bibel med engelsk och en bibel med tysk ortografi ser helt olika ut, även om språket är detsamma. För att undvika sådana olägenheter och på samma gång bringa enhet i återgivandet med latinsk skrift av asiatiska språk, som skrivs med egna alfabet, har man försökt åstadkomma allmänna alfabet, som skulle duga för alla språk. De viktigaste förslagen med detta syfte är de, som Max Müller och Karl Richard Lepsius framställde på den av Bunsen sammankallade Alfabetkongressen i London 1854. Oftast används uttrycket ”missionsalfabet” om Müllers, medan det av Lepsius är känt under den engelska benämningen Lepsius standardalfabet. Müller ville ”åstadkomma ett alfabet, som vore i stånd att uttrycka varje fysiologiskt bestämbar ljudskiftning, men likväl ej kräfde en enda ny eller konstgjord typ”. Han förkastar diakritiska bitecken, som Lepsius i vidsträckt omfattning använder, och inskränker sig till typer, som varje boktryckeri måste antas äga. Jämte de vanliga ljuden, som uttrycks med vanliga typer (antikva), finns i de flesta språk en eller högst två modifikationer, som vissa ljud eller vissa klasser av ljud är underkastade. Dessa modifikationer återges i första hand med kursiver, därefter med kapitäler. Om således n är vanligt n-ljud, så kan n betyda antingen muljerat eller supradentalt n-ljud och N ”gutturalt” (ng); om l betyder vanligt l-ljud, så kan l betyda tonlöst l (walesiskt ll) eller också muljerat l (spanskans ll). I praktiken användes både Müllers och Lepsius’ alfabet, det senare likvisst med en mängd olika modifikationer, som tillintetgjort den åsyftade enheten.